# 風流演歌隊
『風流演歌隊』（ふうりゅうえんかたい）は、1937年（昭和12年）に公開された伏水修監督の日本映画。
当初のタイトルは『風流艶歌隊』であった。公開当時の新聞では「大いにふざけ散らした小品」、「小品ナンセンス映画」と評された。
モノクロ、35mm、スタンダード・フォーマットの8巻からなる発声映画であったが、東京国立近代美術館フィルムセンターには所蔵されておらず、映像ソフトとしての流通もない。

## あらすじ
以下は、映画そのものではなく、1937年1月18日にJOAK（社団法人東京放送局＝NHK放送センターの前身）で「映画劇」としてラジオ放送された内容のあらすじである。
時は鹿鳴館時代の明治20年（1887年）ころ、小松大助（藤原釜足）は、壮士に憧れて上京し、甥ながら同年輩の小松小助（岸井明）を訪れる。二人は改良党総裁・荒川（小杉義男）の元へ出向き、演説に代えて大声で歌って主張を広めようと改良党演歌団本部を結成するが、これが日本演歌師連盟へと発展する。当初は月琴で伴奏をしていた演歌師だったが、やがてヴァイオリンが広まり、大助は最後は楽器会社の経営者に収まる。